# Huguette Bouchardeau
Pour les articles homonymes, voir Bouchardeau.
Huguette Bouchardeau, née le 1er juin 1935 à Saint-Étienne (France), est une femme politique française, également universitaire, écrivaine et éditrice.

## Biographie

### Jeunesse, études, carrière universitaire et enseignante
Huguette Bouchardeau naît Huguette Briaut à Saint-Étienne le 1er juin 1935, dans une famille ouvrière de six enfants. Sa mère est sténodactylo et son père gérant d'épicerie. Elle étudie la philosophie à Lyon, Tout en militant à l'UNEF, devenant présidente des étudiants en lettres puis, en 1955, secrétaire élue de l'AG des étudiants lyonnais, association créée par Paul Bouchet[réf. nécessaire]. Cette même année, elle épouse Marc Bouchardeau (1930-2013), psychologue,[réf. souhaitée] avec qui elle a par la suite quatre enfants. Elle est agrégée de philosophie en 1961, professeur de philosophie au lycée Honoré d'Urfé de Saint-Étienne, puis elle mène une carrière universitaire, comme maître de conférences à l'université Claude-Bernard-Lyon-I de 1970 à 1983. Sous la direction de Guy Avanzini,  elle soutient une thèse sur l'enseignement de la philosophie en France de 1900 à 1972, traitant des représentations qu'ont les enseignants de leur discipline et de leurs pratiques pédagogiques, ainsi qu'à l'analyse de manuels de philosophie.

### Militante
Huguette Bouchardeau s'engage d'abord dans le syndicalisme. Membre active de l'UNEF pendant ses études,[réf. nécessaire] elle rejoint le SNES lors de son entrée dans la carrière enseignante. Secrétaire départementale du Rhône[réf. souhaitée], puis secrétaire de la section académique de Lyon en 1966[réf. souhaitée], membre de la commission administrative nationale de la FEN, elle quitte en 1968 la tendance devenue majoritaire « Unité et action » et, après un bref passage au sein de la nouvelle et éphémère tendance « rénovation syndicale »,[réf. souhaitée] finit par quitter le SNES pour rejoindre le SGEN-CFDT après 1968.
Parallèlement, elle milite aussi dans le domaine politique. Membre de l'UGS (Union de la gauche socialiste), elle participe en 1960 à la création du Parti socialiste unifié (PSU). Elle se procure en contraceptifs auprès du planning familial, donne des conférences sur l'éducation sexuelle et la contraception autour de Saint-Étienne et s'implique dans les mouvements locaux pour la libération de l'avortement tels que le Groupe pour la liberté de la contraception et de l'avortement à Saint-Étienne, qui pratique des centaines d'avortements (GLACSE), antenne locale du Mouvement pour la liberté de l'avortement et de la contraception (MLAC). Plusieurs fois candidate pour le PSU à des élections locales,[réf. souhaitée] elle devient secrétaire fédérale du PSU de la Loire en 1974 et entre au même moment au bureau national du parti. Elle est alors chargée des questions féministes, qui sont un de ses engagements premiers. En 1976, elle participe à la fondation du Centre lyonnais d’études féministes (CLEF) à l’université Lumière-Lyon-II avec Annik Houel, plus tard renommé en Centre Louise Labé, issu du Mouvement pour la liberté de l'avortement et de la contraception (MLAC),,. En 1977, elle publie Pas d'histoire, les femmes, ouvrage dans lequel elle dénonce l'exclusion des femmes de la vie publique. Elle fait partie des organisatrices de la manifestation du 6 octobre 1979 sur l'IVG.
C'est en décembre 1978 que sa vie militante bascule, quand elle est élue secrétaire nationale du PSU, devenant ainsi la première femme à diriger un parti politique en France. Elle mène alors la campagne de la liste « Europe autogestion » aux européennes de 1979. Elle participe aussi aux actions écologistes des Amis de la Terre. Mais, faute de moyens, le PSU décide d'arrêter la campagne en cours de route et ne dépose pas de bulletins dans les bureaux de vote.[réf. souhaitée]
En 1981, elle est la candidate du PSU à l'élection présidentielle, avec également le soutien du Parti communiste révolutionnaire et de la Fédération de la gauche alternative, qui rassemble des trotskistes et d'anciens maoïstes. Dernière au premier tour, elle est éliminée en n'obtenant que 1,11 % des suffrages. Elle soutient au second tour François Mitterrand, qui est élu. Aux élections législatives de juin 1981, elle est candidate dans la première circonscription de la Loire et bénéficie du soutien du Parti socialiste, mais elle échoue, devancée, au premier tour de l'élection, de 126 voix par le candidat communiste.[réf. souhaitée]
Au sein du PSU, elle défend, avec Arthur Riedacker ou Louis Jouve, un engagement du PSU dans la majorité présidentielle. Elle est cependant mise en minorité, ce qui la conduit à quitter la direction du parti. Elle est cependant rappelée en décembre 1981.[réf. souhaitée]
En 1981, elle est co-solidaire de la publication Avis de recherche consacrée au soutien des appelés insoumis au service militaire.

### Ministre
En mars 1983, elle est nommée secrétaire d'État à l'environnement et au cadre de vie auprès du Premier ministre dans le Gouvernement Pierre Mauroy III. Elle abandonne alors la direction du PSU, étant remplacée par Serge Depaquit.[réf. souhaitée] En juillet 1984 elle devient ministre de l'environnement dans le gouvernement Laurent Fabius. La loi du 12 juillet 1983, relative à la démocratisation des enquêtes publiques et à la protection de l’environnement est couramment appelée « loi Bouchardeau » ; ainsi, on parle d'enquête publique de type Bouchardeau ou de droit commun.[réf. souhaitée]

### Parlementaire
Démissionnaire du PSU en 1986 après avoir pris ses distances dès l'année précédente, lorsqu'elle crée un éphémère mouvement appelé « Libre gauche »,[réf. souhaitée] elle devient en mars 1986 députée du Doubs, apparentée socialiste (jusqu'en 1993). Pendant le second septennat de François Mitterrand, elle se rapproche de France Unie — mouvement rassemblant les non-socialistes de la majorité gouvernementale, elle est la candidate de ce mouvement à la présidence de l'Assemblée nationale en janvier 1992.[réf. souhaitée]
Elle marque à de nombreuses reprises des distances avec les politiques menées par les socialistes. Elle vote ainsi contre la loi de programmation militaire en 1987, et décide de ne pas se représenter aux élections législatives de 1993. Son engagement pour la transparence de la vie publique l'amène, après son départ de l'Assemblée nationale, à être chargée d'une mission sur la réforme des enquêtes publiques, en 1993.[réf. souhaitée]
Elle a signé, contre l'avis du Parti socialiste et du gouvernement, la proposition de loi, déposée le 25 novembre 1992, tendant à créer un contrat d'union civil (CUC), ancêtre du PACS, aux côtés de Jean-Yves Autexier, Jean-Pierre Michel, Jean-Michel Belorgey, André Labarrère, Jean-Marie Le Guen, Yves Vidal et Jean-Pierre Worms.

### Maire
Elle est maire d'Aigues-Vives (Gard) de 1995 à 2001.

### Éditrice
Huguette Bouchardeau est à l'initiative de la collection Mémoire des femmes, aux éditions Syros (1978-1984), collection qu'elle dirige jusqu'à sa candidature à l'élection présidentielle française.
Elle fonde en 1995, à Forcalquier, la maison d'édition HB éditions que reprend plus tard son fils François ; la société cesse ses activités en 2002.[réf. souhaitée]

## Loi Bouchardeau
- Loi Bouchardeau du 12 juillet 1983, no 83-630, relative à la démocratisation des enquêtes publiques et à la protection de l’environnement, qui réforme l’enquête publique dont l’objet est d’informer le public et de recueillir ses appréciations, ses suggestions et ses contre-propositions (cf. Commission nationale du débat public).

## Décoration
- Officière de la Légion d'honneur en 2014[8].

## Synthèse des résultats électoraux

### Élection présidentielle
| Année | Parti | Parti | 1er tour | 1er tour | 1er tour | 1er tour |
| Année | Parti | Parti | Voix     | %        | Rang     | Issue    |
| ----- | ----- | ----- | -------- | -------- | -------- | -------- |
| 1981  |       | PSU   | 321 353  | 1,74     | 10e      | Éliminée |

### Sources
- Hélène Crie-Wiesner, Portrait, Huguette Bouchardeau, Libération, 31 mai 1995 En ligne.
- Catherine Bernié-Boissard, Michel Boissard et Serge Velay, Petit dictionnaire des écrivains du Gard, Nîmes, Alcide, 2009, 255 p. (ISBN 978-2-917743-07-2, présentation en ligne), p. 47

### Ouvrages
- (Thèse de 3e cycle) Une institution : La philosophie dans l'enseignement du second degré en France 1900-1972, 1975.
- Pas d'histoire, les femmes, Syros, 1977
- Un coin dans leur monde, Paris, Éditions Syros, 1980
- Tout le possible, 1981
- Le Ministère du possible, Alain Moreau, 1986
- Choses dites de profil, Ramsay, 1988
- George Sand, la lune et les sabots, Robert Laffont, 1990
- La Grande Verrière, Payot 1991
- Carnets de Prague, Seghers, 1992
- Rose Noël, 1992
- Simone Weil, éd. Julliard, 1995
- Leur père notre père, 1996
- Les Roches rouges : portrait d'un père, Écriture, 1996
- Faute de regard, Écriture, 1997
- Le Déjeuner, Bourin, 1998
- Agatha Christie, Flammarion, 1998
- Elsa Triolet, Flammarion, 2000
- Mes nuits avec Descartes, Flammarion, 2001
- Nathalie Sarraute, 2003
- La Famille Renoir, Calmann-Lévy, 1994
- Simone Signoret, 2005
- Simone de Beauvoir, 2007